# La svergognata
Pour plus de détails, voir Fiche technique et Distribution.
La svergognata est un film érotique italien réalisé par Giuliano Biagetti et sorti en 1974.

## Synopsis
Fabio est un écrivain en pleine crise créative, marié à Silvia, une belle actrice pour laquelle il n'arrive plus à s'enthousiasmer. Pendant des vacances avec des amis à Ischia, il rencontre Ornella, 18 ans, et une liaison s'installe progressivement entre eux.

## Fiche technique
- Titre original italien : La svergognata[1] (litt. « La sans-gêne »)
- Réalisation : Giuliano Biagetti
- Scénario : Giuliano Biagetti, Giorgio Mariuzzo (it)
- Photographie : Anton Giulio Borghesi
- Montage : Alberto Moriani (it)
- Musique : Berto Pisano
- Société de production : Flora Film, National Cinematografica
- Pays de production :  Italie
- Langue originale : italien
- Format : couleurs - 2,35:1 - Son mono - 35 mm
- Genre : film érotique
- Durée : 90 minutes
- Dates de sortie : 
  - Italie : 17 août 1974

## Distribution
- Leonora Fani : Ornella Bernardi
- Philippe Leroy : Fabio Lorenzi
- Barbara Bouchet : Silvia Lorenzi, la femme de Fabio
- Stefano Amato : Andrea
- Maria Pia Conte : Giusy
- Pupo De Luca (en) : Nino Bernardi
- Dana Ghia : Clara